# Lisa Cuddy
Lisa Cuddy è un personaggio fittizio della serie televisiva statunitense Dr. House - Medical Division. La dottoressa Lisa Cuddy, interpretata da Lisa Edelstein e doppiata da Roberta Pellini nella versione italiana, è capo dell'ospedale Princeton-Plainsboro Teaching Hospital, l'ospedale dove lavora House, in cui è primaria di medicina, anche se pratica ormai raramente la professione medica diretta, essendo amministratrice del complesso sanitario del Princeton-Plainsboro.

## Biografia
La storia personale di Cuddy (chiamata abitualmente "la Cuddy") è finora per lo più sconosciuta. L'episodio Il caso House rivela che ha curato House quando ha avuto un infarto alla gamba destra. Cuddy è ebrea (come lo è il Dott. James Wilson): infatti si può vedere una menorah sulla sua scrivania. In numerosi episodi viene menzionato il fatto che ha studiato in scuole ebree, anche se non è chiaro se segua o no i precetti religiosi dell'ebraismo tranne in una puntata quando fa battezzare la figlia con quella che potrebbe essere una cerimonia di battezzamento ebraica.
Molto di ciò che è noto circa la dottoressa Cuddy è stato rivelato nell'episodio Sensi di colpa. Ha fatto gli studi universitari all'Università del Michigan nello stesso periodo di House: non era ancora laureata e House era già una "leggenda". Durante la conversazione con Stacy Warner nello stesso episodio, ha accennato di desiderare di essere una dottoressa già dall'età di 12 anni, che si è laureata alla scuola di medicina a 25 anni e che è diventata la prima e la più giovane donna a capo di un reparto a 32 anni (mentendo all'anagrafe ospedaliera, poiché in realtà ne aveva solo 29). E se nell'episodio Dalle 5 alle 9 potremo seguire una giornata tipo di Cuddy, sarà durante il corso della settima stagione che scopriremo molto altro sulla sua vita; sia sul trascorso lavorativo che, soprattutto, su quel che concerne la sfera del privato. La specializzazione della dottoressa Cuddy è l'endocrinologia.

### Rachel
Nella terza stagione, House continua a fare osservazioni che si concludono con la conclusione che Cuddy è incinta. Ma in Pazzi d'amore Cuddy non è ancora incinta, come provato da un test di gravidanza negativo che lei getta via. Nell'episodio Aspettando Giuda le è affidata la procura medica provvisoria di una giovane paziente, ma ha moltissima difficoltà nel curarla ed involontariamente prende una decisione medica che induce al peggioramento della bambina. Cuddy riconosce che suoi tentativi di inseminazione artificiale sono falliti dopo che House le dice assai aspramente che «è una buona cosa che non tu non sia riuscita a diventare madre».
Sembra, così, che lei abbia perso la maggior parte della speranza di essere madre, dicendo che non ha «il manuale di maternità nei suoi geni». Cuddy poi confessa a Wilson di aver fatto tre tentativi di inseminazione, una delle quali ha portato ad un aborto spontaneo.
Nell'episodio Joy della quinta stagione, annuncia a Wilson e a House di essere riuscita ad adottare una bambina. La madre naturale però, prima di partorire la piccola, viene ricoverata al Plainsboro per delle complicazioni. Cuddy riesce a salvare sia la madre che la figlia (che ha intenzione di chiamare Joy). Tuttavia la madre, desiderosa di dare un senso alla propria vita attraverso l'affetto per la figlia, rifiuta alla fine dell'episodio di lasciare la bambina in adozione a Cuddy, causando la disperazione di quest'ultima.
Nello stesso episodio, Cuddy bacia House.
Durante l'episodio Gioia al Mondo, viene ricoverata nel Princeton-Plainsboro Teaching Hospital un'adolescente, Natalie. Il caso si presenta molto difficile, ed è proprio Cuddy a formulare la giusta diagnosi, cioè eclampsia, una malattia che può insorgere in gravidanza: la ragazza confessa allora di aver partorito di nascosto una bambina asfittica, e di averla abbandonata credendola morta. I danni sono però troppo gravi e Natalie non può essere salvata. Cuddy, che si è fatta coinvolgere molto dalla storia della ragazza, si reca nell'edificio abbandonato dove questa avrebbe partorito: lì trova una coppia di senzatetto che ha trovato la neonata, in realtà ancora viva, e dopo una breve discussione preleva la bambina e la porta in ospedale. Dopo la morte di Natalie, i parenti decidono di dare la piccola in adozione; Cuddy se la fa affidare e la ribattezza Rachel.

Pochi giorni dopo, la casa della dottoressa, straordinariamente disordinata, viene visitata da un assistente sociale, e la neomamma è terrorizzata dall'idea di perdere la figlia, ma l'assistente sociale si mostra comprensivo: le spiega che lei è proprio il genere di donna più adatto all'adozione.
Proprio a causa di Rachel in Bimba dentro Cuddy decide di affidare i suoi compiti amministrativi alla dottoressa Allison Cameron, che però alla fine dell'episodio si dimette, dicendo che autorizzava House ad esami troppo rischiosi; per vendicarsi, ella gioca al diagnosta dei dispetti, anche fisici, ma si riappacifica presto.
I primi problemi materni di Cuddy risalgono proprio a questo episodio:  valuta seriamente di ripudiare Rachel, perché afferma di non provare felicità con lei; Wilson cerca in ogni modo di convincerla a tenere la bambina. In seguito, in preda ad un moto di crisi, urla a Rachel di smettere di piangere e il pianto di questa termina: crede perciò di essere riuscita a stabilire un contatto con la bambina, e decide di tenerla.

## Rapporti coi colleghi

### Con House
La dottoressa Cuddy è l'unica a riuscire a tenere testa a House (ciò è favorito dalla sua posizione come capo di House, ma lo stesso Wilson afferma che Cuddy è l'unica di cui House abbia fiducia, come professionista e come persona), deve spesso assecondare le particolari richieste di House e solitamente è da lui derisa per le gravi conseguenze del suo comportamento difettoso, tuttavia Lisa Cuddy riesce a controllare House e a far sì che il suo comportamento quasi paranoide sia funzionale alla cura dei pazienti e al buon andamento degli affari ospedalieri. Cuddy si configura come una delle due "coscienze" di House, insieme a Wilson, e come un pilastro al quale fare riferimento. Cuddy deve anche forzare House per completare il suo dovere settimanale richiesto alla clinica, imponendogli, spesso con forza, stratagemmi, ricatti, ore di ambulatorio. La sua posizione la obbliga spesso a prendere delle decisioni morali ed etiche estremamente difficili per quanto riguarda la cura dei pazienti (specialmente nelle situazioni in cui House insiste sul fatto che procedure altamente pericolose e spesso illegali siano l'unica possibilità di sopravvivenza del paziente).
Cuddy ammira molto il diagnosta ed è disposta a rischiare molto per lui (per esempio in Il minore dei mali arriva mettere in gioco la propria carriera e 100 milioni di dollari di finanziamento all'ospedale per non licenziarlo), dicendo che apprezza ciò che fa per l'ospedale e per i pazienti ed è per questo che non lo caccia. House, d'altra parte, afferma esplicitamente di essere attratto dalla direttrice (o meglio, come specifica House "da alcune sue parti"). 
C'è spesso un certo grado di tensione sessuale nel rapporto tra Cuddy e House, con cui in Dolci chili di troppo arriva a condividere l'ufficio. Sebbene dalle prime puntate sembrasse implicito che i due avessero avuto un rapporto sessuale o romantico trascorso, niente era stato confermato fino al sedicesimo episodio della terza stagione Top Secret. In Joy i due arrivano a baciarsi, senza però sviluppare un vero e proprio rapporto. Nel finale della sesta stagione, Aiutami, Cuddy ammette di non essere riuscita a scordarsi di House durante la sua relazione con Lucas, che lo ama e che per questo l'ha lasciato. Dopo questa dichiarazione House la bacia e la stagione si chiude con loro che continuano a baciarsi mano nella mano nel bagno della casa di House. L'apertura della settima stagione ci rivela un lato diverso di Cuddy e, insieme di House. In E adesso? infatti, ci viene mostrato uno squarcio delle prime ore della loro relazione. Questo aspetto resterà al centro di tutta la stagione, nonostante la storia tra i due si chiuda, alla fine dell'episodio Hollywood, Hollywood, in cui oltre ad aver assistito ad un ricovero della stessa Cuddy, potremo vedere una versione del tutto inedita di Gegory House e del suo team. Nell'episodio, House, preoccupato per la sua fidanzata, non trova il coraggio di starle vicino durante il ricovero, ma successivamente le rimane accanto, purtroppo Lisa scopre che Gregory aveva preso delle pillole per trovare il coraggio di assisterla, dunque chiude con lui capendo che non cambierà mai, nonostante lo ami. Il personaggio di Lisa Cuddy chiude drammaticamente e drasticamente ogni rapporto con House, nell'episodio Andare avanti (finale di stagione) in cui, in maniera del tutto scioccante, House trova un modo tutto suo per "fare i conti" con la fine della relazione con Cuddy, infatti sfonda con un'auto il salotto della casa di Lisa, dopo averla vista a pranzo con un uomo presentatole dalla sorella di lei. Interrogata dalla polizia per quanto accaduto, Lisa richiede che House sia arrestato non appena trovato o se si fosse mai avvicinato a lei o a un qualsiasi membro della sua famiglia. All'inizio dell'ottava stagione, la spiegazione sulla scelta di Lisa Cuddy di abbandonare il Princeton Plainsboro viene solamente sfiorata da House nei primi minuti di Venti Vicodin per la vita. Cuddy non apparirà neanche nell'ultimo episodio, né come allucinazione né al funerale di House, lasciando intendere che tra i due ogni rapporto è definitivamente concluso.

### Con Lucas
Nella sesta stagione, Cuddy si fidanza con Lucas, un investigatore privato che tempo prima lavorava per House e che aveva conosciuto casualmente, mentre quest'ultimo investigava di nascosto nel suo ufficio. Alla fine dell'ultima puntata lei dice ad House di aver rotto con Lucas e lo bacia.

### Con Wilson
Verso la fine della seconda stagione, nell'episodio La forza è dentro di noi Cuddy ha chiesto al dottor Wilson un appuntamento. Credendo che Cuddy potesse essere interessata a lui per un consulto oncologico, Wilson, essendo impaurito a chiederglielo, rubò il suo cucchiaio per esaminare la sua saliva cercando degli indicatori del cancro, ma il risultato fu negativo. Il risultato inoltre ha rivelato che i suoi livelli ormonali erano estremamente alti e questo incuriosì House. Una volta interrogata da House, Cuddy ammise che desiderava un bambino e stava decidendo se chiedere a Wilson il suo sperma per una fecondazione in vitro. Così House acconsentì a mantenere il suo segreto e l'aiutò con le iniezioni per la fertilità, così come l'aiutò anche nella scelta dei suoi donatori potenziali di sperma; alla fine della terza stagione ha avuto alcuni appuntamenti con l'oncologo, che però non hanno portato a nulla; comunque, Wilson la incoraggia spesso in momenti di difficoltà, come quando voleva adottare un bambino. Quando Cuddy riesce ad adottare Rachel ma comincia ad avere inevitabilmente i primi problemi a gestire sia lei che l'ospedale, Wilson la sprona ad accettare aiuto e a non tentare di gestire tutto da sola.